# Bauhinia galpinii
Espèce
Bauhinia galpinii N.E.Br., 1891, l'Arbre à orchidées, est une espèce de plantes à fleurs de la famille des Fabaceae. C'est un arbuste originaire d'Afrique australe. Le nom " arbre aux orchidées " peut faire référence à de nombreux arbustes du genre Bauhinia, tels que : Bauhinia variegata ; Bauhinia acuminata ; Cheniella corymbosa (anciennement Bauhinia corymbosa) ; etc.

## Description
C'est un arbuste qui peut atteindre 9 m de haut. Ses branches flexibles sont utilisées localement pour la confection de paniers.
Les feuilles sont pétiolées, alternes, simples, bilobées, mesurant 6 cm de long.
Les fleurs rouge ou orange, exceptionnellement jaunes, mesurent jusqu'à 10 cm de diamètre et apparaissent presque toute l'année.

## Galerie

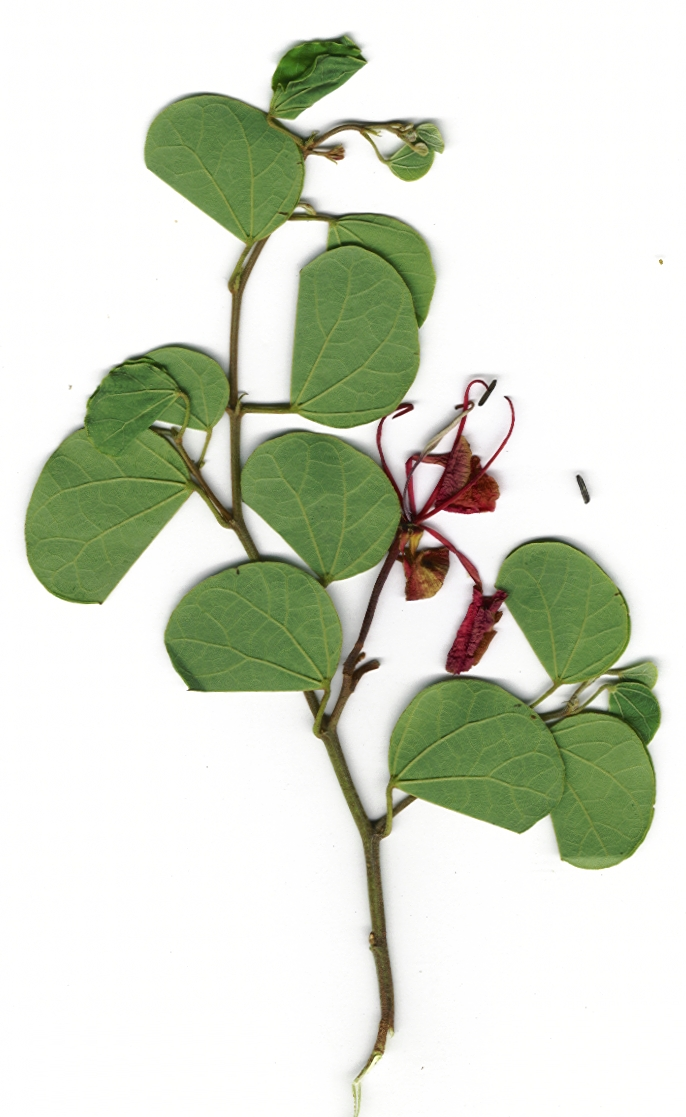
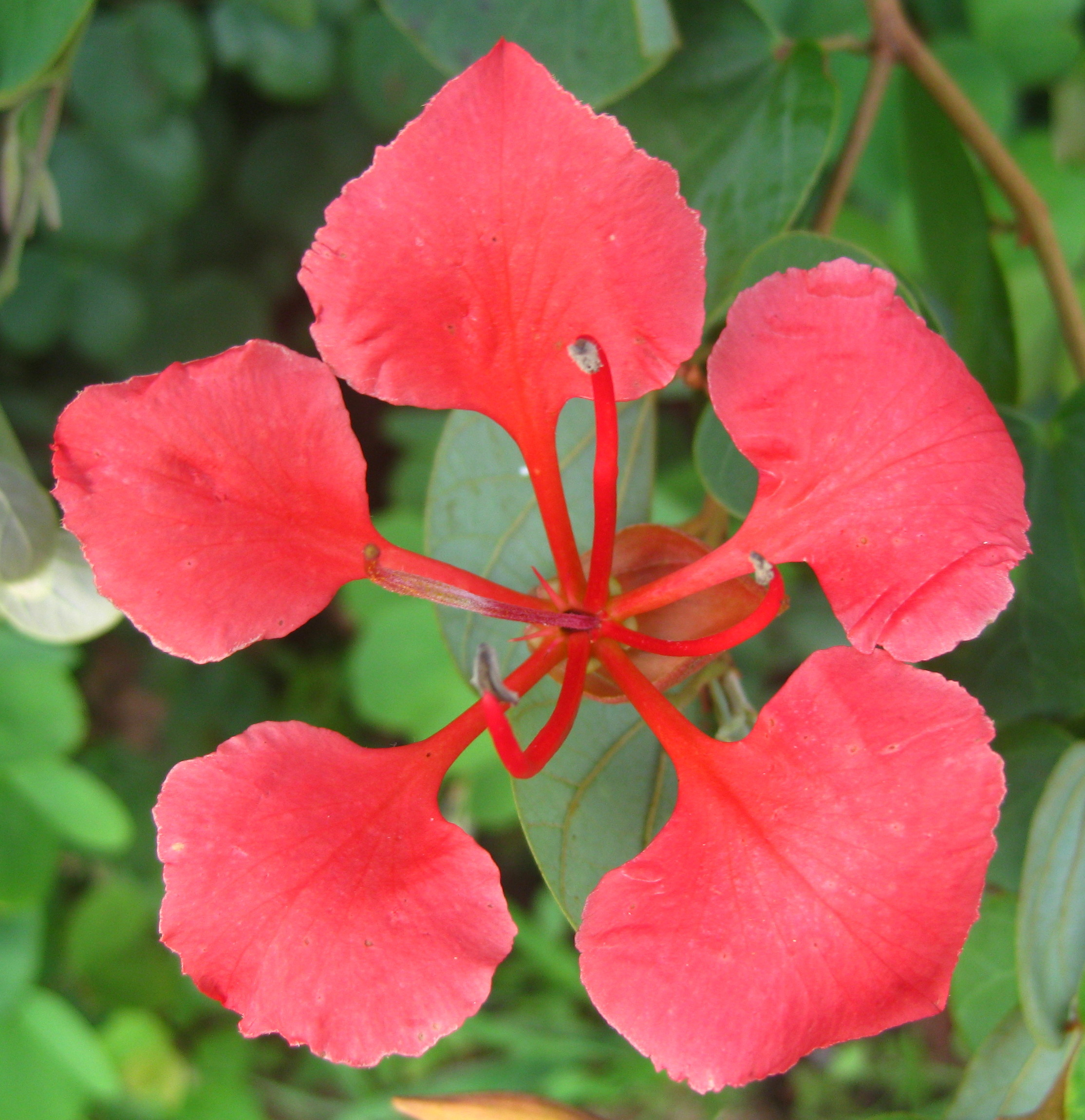
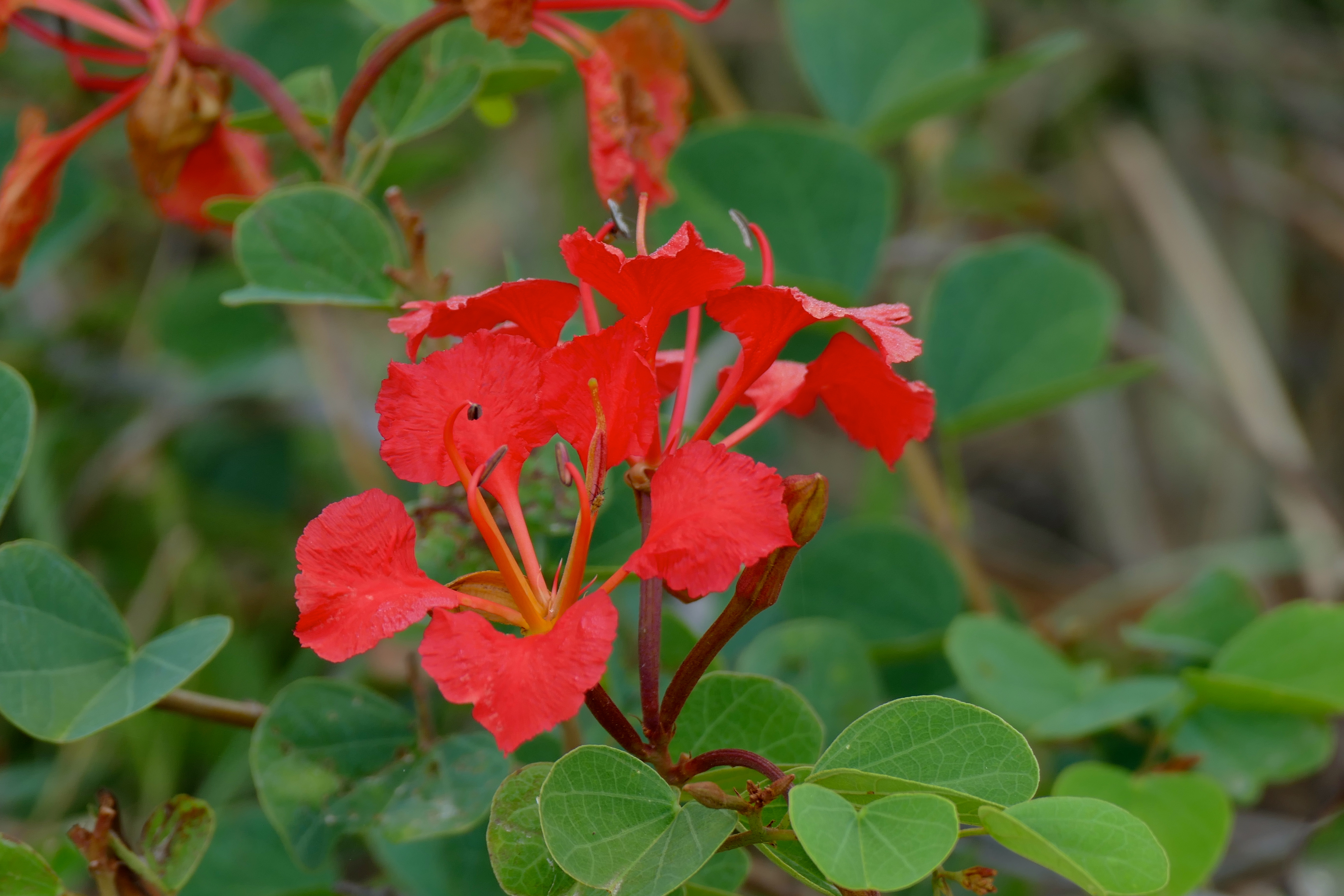